# Chiesa di San Michele (Leffe)
La chiesa prepositurale di San Michele è la parrocchiale di Leffe in provincia e diocesi di Bergamo, fa parte del vicariato di Gandino.

## Storia
Un'antica chiesa presente a Leffe intitolata all'arcangelo Michele risulta indicata nello statuto comunale del 1263. Posta sull'antica piazza centrale dove si svolgevano i consigli cittadini, aveva funzioni importanti nella vita pubblica.
La chiesa fu indicata nel sinodo di Bergamo del 1304 voluto dal neoeletto Giovanni da Scanzo. La chiesa era rappresentata dai presbiteri "Zambonus presbiter et Lanfrancus".
Viene poi nuovamente inserita nell'elenco nota ecclesiarum ordinato da Bernabò Visconti nel 1360 che indicava i benefici di ogni chiesa e monastero della terra di Bergamo per poi definirne i censi e i tributi da versare ai Visconti di Milano e alla Chiesa di Roma. La chiesa fu elevata a parrocchia nel 1444.
Dall'elenco si desume che la chiesa aveva due benefici, era intitolata all'Arcangelo Michele ed era inserita nella pieve di Nembro. Il passaggio alla pieve di Gandino con decreto del 1568 del vescovo di Bergamo Federico Corner è indicato nel II sinodo diocesano.
San Carlo Borromeo arcivescovo di Milano visitò nell'autunno del 1575 tutte le chiese e i monasteri della bergamasca e l'11 ottobre fu a Leffe. Nella relazione indicò che l'aula aveva quattro altari con un beneficio di 300 lire, e un parroco beneficiario. Vi erano inoltre la scuola del Santissimo Sacramento che gestiva l'altare maggiore, i disciplini e il consorzio della Misericordia di Bergamo, vi era inoltre la chiesa sussidiaria di San Martino. Nel Seicento san Gregorio Barbarigo relazionò nella sua visita che vi era un beneficio, la chiesa era retta da sette sacerdoti coadiuvati da tre chierici. Vi erano inoltre le congregazioni che gestivano gli altari.
La chiesa fu oggetto di un importante ampliamento nel Seicento con la consacrazione del nuovo edificio dal vescovo Giovanni Emo il 15 luglio 1614.
Nel 1666 la chiesa fu inserita nel “Sommario delle chiese di Bergamo”, elenco redatto dal cancelliere della curia vescovile Giovanni Giacomo Marenzi; nel documento la chiesa è indicata sempre con l'invocazione dell'arcangelo Michele e san Martino, e che era retta da un curato beneficiato e altri nove sacerdoti coadiuvati da un chierico. Il 27 aprile fu il vescovo Giovanni Paolo Dolfin a visitare la parrocchia di Leffe, nella relazione allegata agli atti dell'allora parroco si evince che era stata elevata nel 1695 a parrocchia con il titolo di prepositura dal vescovo Daniele Giustiniani. Nel XIX secolo i documenti indicano che la chiesa di san Michele aveva raggiunto l'autonomia, essendo elevata a parrocchia.
Secondo le mode e le richieste del Settecento, la chiesa fu riedificata nel 1767 su disegno di Francesco Muttoni, progetto poi completato da Luca Lucchini, che mantenne molto del disegno originale del Muttoni. Probabilmente il progetto ebbe come committenti la famiglia Mosconi, importanti commercianti che si erano arricchiti con il commercio veneto.
Il Novecento vide lavori di manutenzione, aggiustamento e nuove decorazioni, con l'adeguamento liturgico che ha comportato l'installazione di un nuovo altare verso il popolo.
Con decreto del 27 maggio 1979 del vescovo Giulio Oggioni la chiesa fu inserita nel vicariato locale di Gandino.

## Descrizione

### Esterno
L'edificio di culto, completamente inserito nel centro urbano, dalle linee neoclassiche è preceduto da un breve sagrato pavimentato con bolognini di porfido, lambito dall'assetto stradale. La facciata è tripartita da quattro grandi lesene scanalate con alta zoccolatura e coronate da capitello ionico in pietra arenaria, con la parte centrale leggermente sfondata terminante nel secondo ordine con la volta a botte decorata a cassettoni. Le lesene sorreggono la cornice marcapiano con una finestra rettangolare centrale e due medaglioni laterali con altorilievo. Il timpano triangolare conclude la facciata. Lungo le pareti laterali corre un'alta zoccolatura in ceppo con il prosieguo in muratura intonacata. 
Il portale in stile neoclassico ha paraste e architrave in pietra arenaria.

### Interno

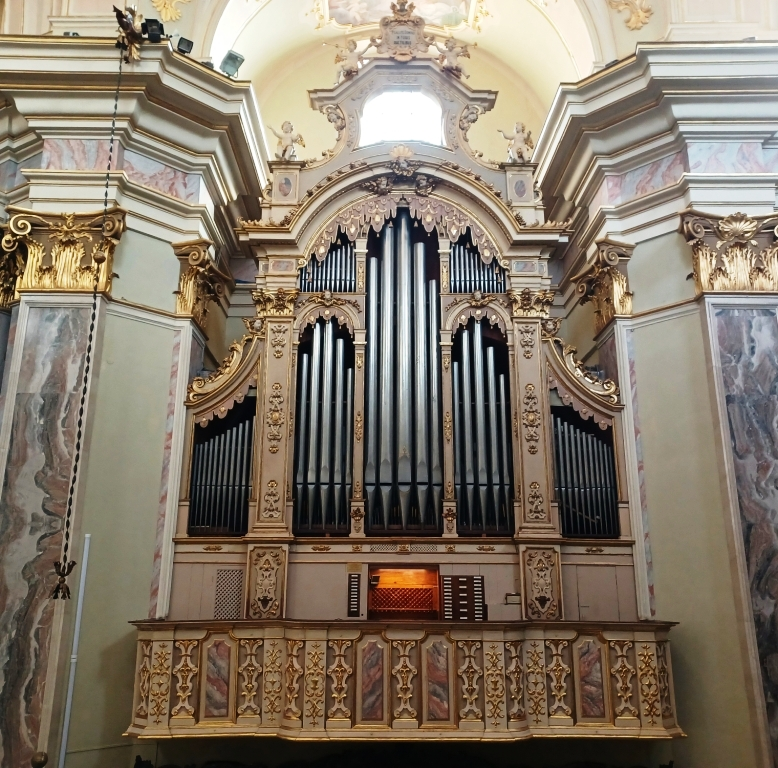
Interno

Contrariamente alla parte esterna dell'edificio, l'interno a unica navata è in stile settecentesco. L'aula è preceduto dalla bussola lignea in noce con decorazioni sul fastigio dell'immagine dell'arcangelo Michele con quattro angioletti.
Sul lato sinistro della controfacciata a fianco della bussola vi è l'epigrafe:
(Epigrafe)
Un grande dipinto collocato nella cornice a stucco è posto sopra la bussola. Il fonte battesimale a pianta ottagonale in marmo bianco con base a croce sagomata completa di fondelli in marmo nero, è posta nel raccordo di sinistra della navata. Le lesene poste sugli spigoli hanno forma di aquila teste di angeli e con festoni di frutta. Nella parte superiore è posta la statua di san Giuseppe e la tela raffigurante un angelo annunciante.
Nella prima campata a sinistra vi è la cappella dedicata al battesimo con il fonte battesimale a pianta ottagonale in marmo bianco basamento in marmo nero a forma di croce sagomata. La cappella ospita le statue di san Giuseppe con il dipinto su tela raffigurante l'angelo che appare al santo. Corrispondente vi è la cappella dedicata Cristo morto, completo della statua di sant'Anna e un dipinto in cornice di stucco con apparizione di un angelo.
La chiesa conserva il gruppo scultoreo della Pietà di Andrea Fantoni con la statua della Madonna che regge tra le braccia il figlio morto. L'immagine era stata anticipata da una di Grazioso Fantoni, padre del più famoso Andrea, in terracotta, conservata nei locali della cripta. La statua fu incoronata il 31 maggio 1959 dal vescovo Giuseppe Piazzi.

#### Volta
La volta dell'aula presenta tre medaglioni in stucco con affreschi raffiguranti le storie di angeli restaurate nel 1947, e illuminate dal grande lampadario donato da Aristide Martinelli donato in sostituzione di quello precedente che era stato perduto e che era stato donato dal padre. Luigi Martinelli.

Il medaglione posto al centro della volta, restaurato dal pittore Antonio Brighenti, raffigura il Giudizio di Dio, con la figura del santo titolare che regge la bilancia a giudizio dell'anima del re Salomone circondato da figure demoniache a raffigurare la sua fede pagana. Il dipinto vuole indicare il santo come protettore dei morenti. 

Il medaglione posto verso la zona presbiteriale raffigura l'apparizione dell'arcangelo Gabriele al papa Gregorio Magno, durante la sua richiesta del 590 di liberare la città di Roma dalla pestilenza, e l'angelo raffigurato con la spada indica la grazia accordata. 

Il terzo raffigura l'apparizione di san Michele sul monte Gargano al vescovo di Siponto, evento che la comunità leffese ricordava ogni anno l'8 di maggio.

Le medaglie di misure inferiori raffigurano scene di angeli: l'angelo custode che protegge l'infanzia, l'angelo che libera san Pietro dalla prigione, l'angelo che appare in sogno a san Giuseppe, l'angelo che appare al centurione Cornelio primo pagano a convertirsi.

#### Presbiterio
La zona presbiteriale, molto ampia, con grandi arcate rette da lesene molto alte complete di capitelli, illuminata da due grandi finestre, è preceduta dalla balaustra in marmo con l'altare maggiore in marmi policromi. Laterali le due cantorie in legno scolpito e dorato con i dipinti di Domenico Carpinoni.. Il coro ligneo intarsiato completo di ventitré stalli completa la zona absidale. I peducci di raccordo con la cupola presentano affreschi inseriti in cornici di stucco con scene dell'Antico Testamento, pitture ridipinte da Antonio Brighenti. L'affresco centrale raffigura Cristo in gloria con la Madonna, san Giuseppe e san Michele arcangelo. Le finestre del tiburio furono collocate nel 1959 e realizzate dai fratelli Taragni su disegno di Claudio Nani, figlio di Attilio Nani.

Il coro absidale ospita il settecentesco coro in noce composto da 23 stalli con schienali intarsiati che presentano nella parte avanzata due file di inginocchiatoi. Il coro fu realizzato a spese del parroco, poi rimborsate dalla fabbriceria. La parte superiore ospita a destra, il dipinto a fresco inserito in una cornice in stucco sagomata raffigurante Apocalisse di San Giacomo, centrale in cornice dorata la tela di Simone Brentana  Michelangelo e gli angeli contro il dragone, affiancato dalle due tele raffiguranti Cristo nell'orto degli ulivi, e Transito di san Giuseppe con la Vergine e tre angeli opere di ignoto.
L'altare maggiore rialzato da tre gradini, ha l'aspetto monumentale in marmo verde di Varallo e giallo di Verona. La mensa ospita il paliotto con lo stemma della famiglia Mosconi e il cartiglio che indica quale donatore Lorenzo dell'importante famiglia leffese. La mensa prosegue con il corpo dell'altare dalla forma semicircolare, dove vi è il tabernacolo rivestito in lamina dorata con portella in metallo decorato dall'altorilievo raffigurante l'ostensorio. Nelle feste liturgiche più importanti questa viene sostituita con una in argento dorato con il rilievo raffigurante l'ostia, opera del 1643, donata sempre dalla famiglia Mosconi. La parte prosegue con il tempietto completo di colonne tortili che reggono il timpano, dove sono poste le statue di due angeli fra cui trionfa Cristo risorto. Laterali le due grandi statue del 1897 dei sommi sacerdoti Melchisedek e Aronne.